# 144552 Jackiesue
144552 Jackiesue este un asteroid din centura principală de asteroizi.

## Descriere
144552 Jackiesue este un asteroid din centura principală de asteroizi. A fost descoperit pe 19 martie 2004 la Charleston, Illinois de Robert Holmes (astronom). Asteroidul prezintă o orbită caracterizată de o semiaxă mare de 2,77 ua, o excentricitate de 0,03 și o înclinație de 3,3° în raport cu ecliptica.